# No Such Thing (canción de John Mayer)
No Such Thing es una canción del cantautor estadounidense John Mayer, la cual se convirtió en su sencillo debut. Fue lanzada en febrero de 2002 como el sencillo principal de su primer álbum, Room for Squares. Al igual que muchas canciones del principio de la carrera musical de Mayer, la canción fue coescrita junto a Clay Cook. La canción ha sido utilizada en el episodio 15 de la primera temporada de la serie de televisión Alias. Fue el primer éxito de Mayer, alcanzando el puesto número 13 en la lista Billboard Hot 100, y manteniéndose como su máximo éxito hasta 2007, cuando su canción "Say" alcanzó el puesto #12 de dicha lista.

## Contenido
La canción fue escrita en el transcurso de una semana en 1998 en Duluth, Georgia. Fue la respuesta de Cook y Mayer a la práctica estándar de los consejeros de escuelas secundarias de decirle a los estudiantes que "sigan el camino tradicional", cuando en realidad es mejor seguir el camino que uno quiere en lugar de dejar de hacer algo que a uno le podría gustar simplemente porque es más difícil. Esta canción es tal vez la más autobiográfica y personal de Mayer, ya que a diferencia de sus compañeros de secundaria no fue a la universidad una vez se graduó, sino que trabajó en una gasolinera para ahorrar dinero para poder comprar una guitarra. eventualmente fue a la universidad por unos 6 meses en el Berklee College of Music antes de abandonarla y mudarse a Atlanta para comenzar su carrera con Clay Cook.

La canción es cantada desde la perspectiva de alguien que está a punto de graduarse de la escuela. Está frustrado con el "típico" camino de escuela, universidad y carrera que los adultos en su vida respaldan. El planea seguir su camino para alcanzar sus sueños. El coro de la canción hace eco a esto: 
They love to tell you
Stay inside the lines
But something's better
On the other side
 (en español: Les encanta decirte que sigas el camino tradicional, pero hay algo mejor al otro lado)
. Siente que sus compañeros no lo entienden. Al final de la canción dice: "I just can't wait 'til my ten-year reunion / I'm gonna bust down the double doors / And when I stand on these tables before you / You will know what all this time was for" (en español: No puedo esperar hasta mi reunión de diez años / Voy a tumbar esas puertas dobles / Y cuando esté parado en estas mesas en frente de ustedes / Sabrán para que fue todo este tiempo."

## Recepción
Billboard dijo de la melodía, voces y letras de la canción:  "¿Cómo no nos podría gustar?" Jason Thompson de PopMatters dijo que "[la canción] no provoca ningún sentimiento en mí".  Stylus magazine alabó a "No Such Thing," llamándola "alegre". En las listas de pop de Estados Unidos, "No Such Thing" llegó hasta el puesto 13 en el Billboard Hot 100 y al número 11 en la lista Hot Adult Contemporary Tracks.

## Lista de canciones (sencillo)
Todas las canciones escritas por John Mayer, a menos que se indique:
1. "No Such Thing" - 3:51
2. "My Stupid Mouth" - 3:45
3. "Lenny" (Live at the X Lounge) (Stevie Ray Vaughan)
4. "The Wind Cries Mary" (Live at the X Lounge) (Jimi Hendrix)

## Créditos
- John Mayer: voces, guitarra, omnichord, sintetizador Korg Triton
- David LaBruyere: bajo
- Nir Zidkyahu: batería
- Brandon Bush: órgano Hammond, Wurlitzer
- John Alagia: percusión, producción
- Jack Joseph Puig: mixing

## Listas
| Lista (2002)                         | Posición máxima |
| ------------------------------------ | --------------- |
| Australia ARIA Top 40 Digital Tracks | 28              |
| Países Bajos                         | 97              |
| Nueva Zelanda (RIANZ)                | 14              |
| UK Singles Chart                     | 42              |
| US Billboard Hot 100                 | 13              |
| US Billboard Pop Songs               | 8               |
| US Billboard Adult Pop Songs         | 5               |
| US Billboard Adult Contemporary      | 11              |